# جي.إس.بي. تاتلوك
كان جون سترونج بيري تاتلوك (24 فبراير 1876-24 يونيو 1948) (المعروف باسم جي. إس. بي. تاتلوك) باحثًا أدبيًا أمريكيًا وعالم العصور الوسطى.

## سيرة شخصية
ولد تاتلوك في ستامفورد، كونيتيكت، في فبراير 1876. التحق بجامعة هارفارد، وحصل على بكالوريوس الآداب عام 1896 ودكتوراه. في عام 1903. بدأ حياته الأكاديمية في جامعة ميشيغان (1897-1916). انضم لاحقًا إلى كليات جامعة ستانفورد (1915-1925)، وجامعة هارفارد (1925-1929)، وجامعة كاليفورنيا، بيركلي (1929-1946).
تخصص في أدب بريطانيا في العصور الوسطى، مع التركيز بشكل خاص على أعمال جيفري تشوسر وجيفري مونماوث. تشمل أعماله التطور والتسلسل الزمني لأعمال تشوسر، وتشوسر القارئ الحديث، وحصار طروادة في الأدب الإليزابيثي، والتوافق مع الأعمال الكاملة لجيفري تشوسر ورومونت أوف ذا روز. الكتاب الذي يتذكره بشكل أساسي هو دراسته التي نُشرت بعد وفاته عن جيفري أوف مونماوث، التاريخ الأسطوري لبريطانيا.

## الأسرة
كانت ابنة تاتلوك، جين تاتلوك (1914-1944)، طبيبة نفسية وكاتبة أمريكية وعضوة في الحزب الشيوعي الأمريكي اشتهرت بعلاقتها الرومانسية مع الزعيم العلمي لمشروع مانهاتن جيه روبرت أوبنهايمر.